# Canada Day Octet
Canada Day Octet ist ein Jazzalbum von Harris Eisenstadt mit seinem gleichnamigen Oktett. Die am 4. Dezember 2011 in Paramus, New Jersey entstandenen Aufnahmen erschienen im Juli 2012 auf 482 Music.

## Hintergrund
Genau wie John Hollenbeck sein Claudia Quintet leitet und Tomas Fujiwara die Formation „Hook Up“ leitet, hat Harris Eisenstadt in den letzten fünf Jahren vor Erscheinen des Albums mit der Formation Canada Day auch sein eigenes Hauptinstrument zur Schaffung eines modernen Jazz-Ausdrucksmittels gebildet, meinte S. Victor Aaron.
„Canada Day“ ist auch der Name, den er einer Reihe von Platten gab, die mit diesem Ensemble aufgenommen wurden und bei den Kritikern großes Lob fanden, beginnend mit der selbstbetitelten CD im Jahr 2009, gefolgt vom Canada Day II 2011. Für ein folgendes Projekt erweiterte Eisenstadt Canada Day vom Quintett (mit Eisenstadt, Nate Wooley an der Trompete, Matt Bauder am Tenorsaxophon und Chris Dingman am Vibraphon) zum Canada Day Octet. Dieses Oktett wurde 2011 im Rahmen der Konzertreihe Destination Out New York uraufgeführt und spielte erweiterte Arrangements von Melodien aus dem Repertoire von Eisenstadt regulärer Band. Die Entscheidung wurde getroffen, das Projekt bald danach aufzuzeichnen. Ein zweiter Kanadier, Garth Stevenson, ersetzt Eivind Opsvik am akustischen Bass. Das Oktett erweitert das Quintett um den Posaunisten Ray Anderson, den Tuba-Spieler Dan Peck und den Altsaxophonisten Jason Mears.

## Titelliste

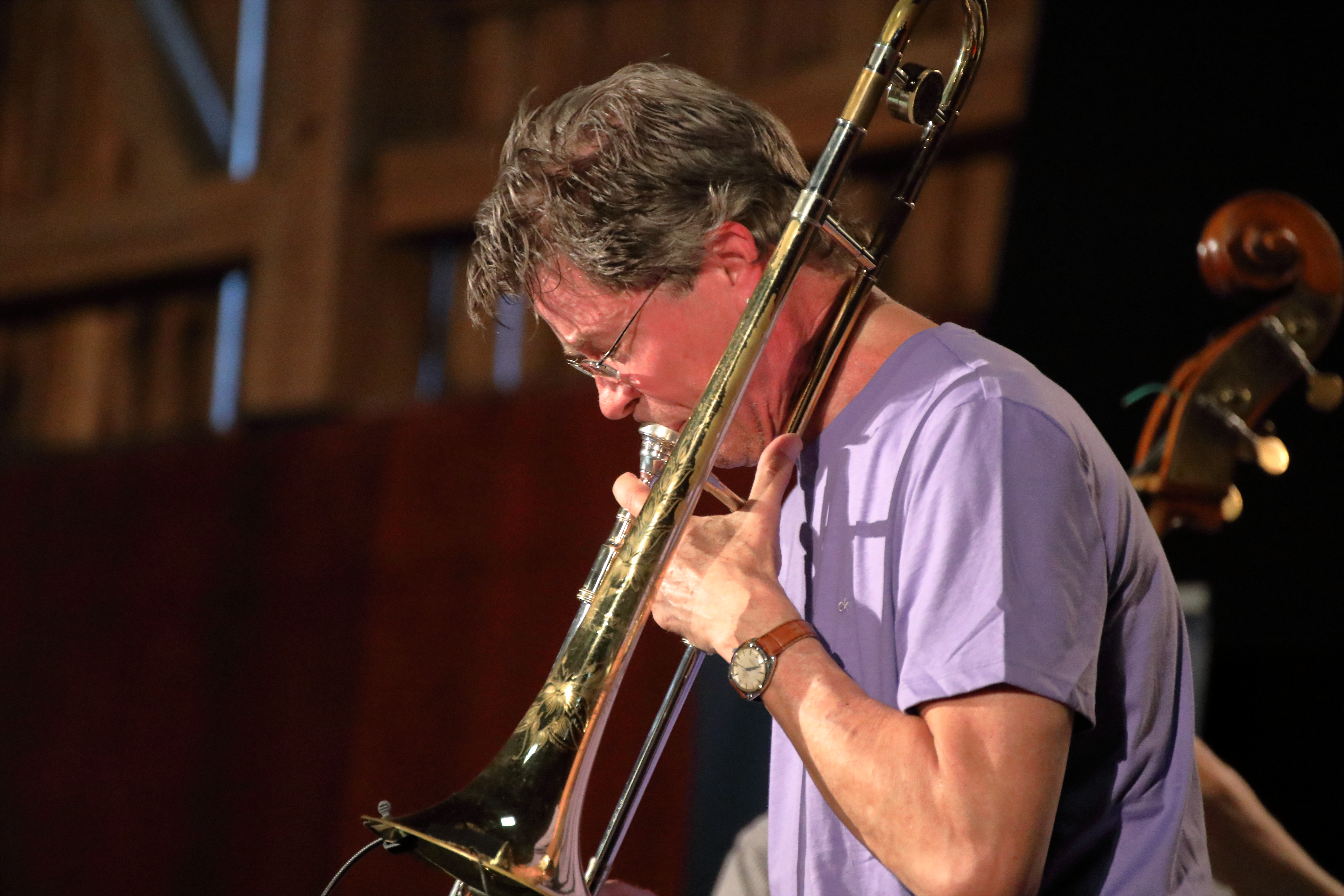
Ray Anderson auf dem INNtöne Jazzfestival 2019

- Harris Eisenstadt: Canada Day Octet (482 Music 482-1080)[2]
  1. The Ombudsman 1
  2. The Ombudsman 2
  3. The Ombudsman 3
  4. The Ombudsman 4
  5. Ballad for 10.6.7

## Rezeption
Nach Ansicht von John Sharpe, der das Album in All About Jazz mit 4½ Sternen auszeichnete, hat sich der Schlagzeuger und Komponist Harris Eisenstadt zu einem der einfallsreichsten Schreiber von Musik der Szene für größere Ensembles entwickelt. Mit dem Canada Day Octet knüpfe er Produktionen für größere Ensembles an wie All Seeing Eye + Octets (Poo-bah, 2007) und „das wunderbare Album“ Woodblock Prints (No Business, 2010). Diesmal bestehe der Unterschied darin, dass im Zentrum seiner achtköpfigen Gruppe die Mitglieder seiner regulären Arbeitsgruppe Canada Day stünden, die sowohl mit seinen Materialien als auch mit seinen Methoden vertraut seien, so Sharpe. Die erweiterte Besetzung biete mehr Spielraum für reichhaltigere Harmonien und zusätzliche Kontrapunktschichten sowie eine Erweiterung des klanglichen Bereichs sowohl nach oben mit Jason Mears’ gewundenem Altsaxophon als auch mit Dan Pecks knurrender Tuba, während die Mitte mit Ray Andersons ausgelassener Posaune verdichtet werde. „Eisenstadts Kompositionen mit ihrer komplexen, aber ungezwungenen Verwendung unterschiedlicher rhythmischer Mittel zur Abgrenzung verführerischer melodischer Materialien dienten nicht als Vehikel zum Blasen, sondern als einzelne Vignetten, die die Parameter des Notenblatts geschickt um Dissonanzen und aus dem Tempo geratene Extemporierungen erweitern. Obwohl keine der Melodien hier so großartig ist wie einige der früheren Bemühungen des Kanadiers (insbesondere bei Woodblock Prints), sind sie dennoch weitaus attraktiver und hörbarer als das durchschnittliche Arbeitspferd im modernen Jazz.“

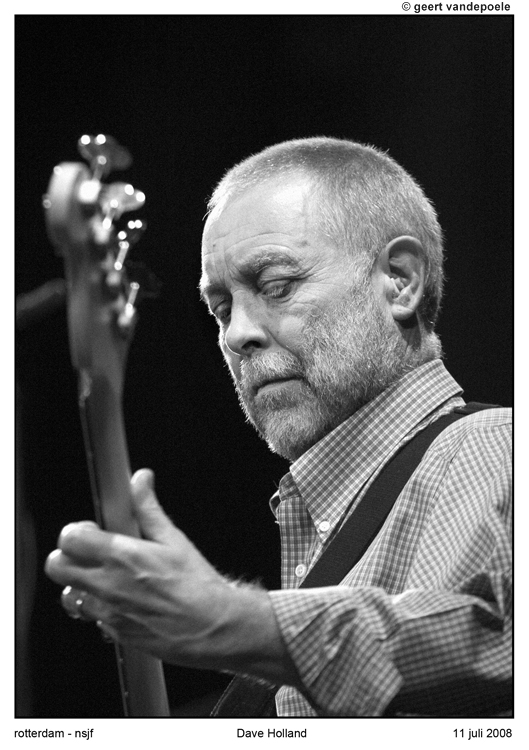
Dave Holland auf dem North Sea Jazz Festival 2008

S. Victor Aaron schrieb in Something Else!, Eisenstadt habe inzwischen einen fest etablierten Ansatz für Modern Jazz geschaffen und schwanke auf keinem dieser Alben darin. Es gebe mehr sperrige, nachdenkliche Kompositionen, die so angeordnet sind, dass sie die Fähigkeiten aller in der Band ausnutzen. Vielleicht liege es an der Anwesenheit von Eisenstadts Vibraphonist Dingman, aber die Musik habe einige Ähnlichkeiten mit Dave Hollands Quintett und Sextett der 1990er und 2000er Jahre, besonders wenn Ray Anderson mitmache. Dingman habe jedoch die Dynamik von Steve Nelson und Eisenstadt selbst ähnele manchmal Billy Kilson, schrieb der Autor. „Wenn es sich jedoch um eine David Holland-Combo handelt, handelt es sich um eine bewusst bewegende Version. Eisenstadt mag es, wenn sich seine Kompositionen langsamer entfalten, was darauf zurückzuführen ist, dass er mit der Band die feineren Details der Kompositionen durchgearbeitet hat.“ Canada Day Octet erweitere den bekannten Kontext des Quartett/Quintetts, schrieb Aaron weiter. Tatsächlich wurde die vierteilige Suite The Ombudsman, die fast das gesamte Album umfasst, für das Quintett geschrieben und modifiziert, um den drei zusätzlichen Spielern gerecht zu werden. Der Klang des Oktetts mag vollmundig sein, klinge aber nie übermäßig schwer, und jeder habe die Freiheit, sich auszudrücken, lautet Aarons Resümée.